# 常盤車站 (京都府)
常盤站（日语：／ Tokiwa eki */?）位於京都府京都市右京區常盤馬塚町，是京福電氣鐵道北野線的鐵路車站。車站編號為B2。

## 歷史
站名的由來來自於車站坐落的區域「常盤」。「常盤」這個地名來自於在此地建造山莊的源常。
- 1926年（大正15年）3月10日 - 隨著京都電燈經營的嵐山電鐵北野線高雄口站（現在的宇多野站）延伸到帷子之辻站之際，本站隨之開業[2]。
- 1942年（昭和17年）3月2日 - 由於路線繼承，成為京福電氣鐵道的車站[2]。

## 車站構造
側式月台2面2線的地面車站。
此外，本站到鳴瀧站間為複線。

## 車站周邊
- 京都府立嵯峨野高等學校
- 京都市立常磐野小學校
- 京都常盤郵局
- 新丸太町通
- 西方寺
- 源光寺

## 相鄰車站
京福電氣鐵道
 北野線
鳴瀧（B3）－常盤（B2）－攝影所前（B1）

## 外部連結
- 常盤站 （页面存档备份，存于） - 京福電氣鐵道